# Športni park Ugasle peči
Športni park Ugasle peči – stadion sportowy w Prevaljach, w Słowenii. Obiekt może pomieścić 3000 widzów. Swoje spotkania rozgrywają na nim piłkarze klubu NK Korotan Prevalje.
Obiekt w przeszłości gościł rozgrywki pierwszej ligi słoweńskiej z udziałem zespołu gospodarzy. W 1999 roku jedyny raz NK Korotan wziął udział w europejskich rozgrywkach pucharowych. W pierwszej rundzie Pucharu Intertoto trafił na szwajcarski FC Basel. W pierwszym meczu rozegranym 20 czerwca 1999 roku na własnym stadionie przy 2000 widzów padł bezbramkowy remis. Sześć dni później w rewanżu w Bazylei Korotan przegrał jednak 0:6 i odpadł z rozgrywek.